# 40 hjerter
40 hjerter (russisk: Сорок сердец) er en sovjetisk film fra 1931 af Lev Kulesjov.